# Terremoto dell'Alto Adige del 2001
Il terremoto dell'Alto Adige fu un sisma di notevole intensità che colpi la provincia di Bolzano, parte dell'Austria e parte della Svizzera alle ore 17:06 del 17 luglio 2001. Con una magnitudo momento di 5,08, il terremoto provocò 4 morti, 5 feriti e una decina di sfollati precauzionali.

## Il sisma
Alle ore 17:06:23 di martedì 17 luglio 2001 un sisma della durata di circa 9 secondi colpì la zona dell'Alto Adige, in particolar modo la zona tra Bolzano e le Alpi Venoste, arrivando a colpire l'Austria meridionale e la parte ovest della Svizzera. L'epicentro fu localizzato nei pressi di Marlengo vicino a Merano, ad una profondità di circa 19 km, quindi non superficiale. La magnitudo momento calcolata fu di 5,08 mentre la Richter fu stimata tra 5,2 e 5,4.

### Danni e vittime
L'intensità Mercalli fu tra il VII e l'VIII grado. A Merano in molte abitazioni e negozi le cose caddero e la luce saltò. A Gargazzone una frana si stacco dai monti sopra l'abitato: rimasero schiacciati dalla frana un uomo e una donna che si dirigevano verso il Rio Eschio, un torrente molto frequentato dagli amanti della pesca. Il cadavere della donna venne ritrovato subito mentre quello dell'uomo molte ore più tardi. Un'altra donna finì in rianimazione perché disarcionata da un cavallo impaurito, morendo alcuni giorni dopo. Infine un'anziana morì d'infarto per lo spavento.
Molte furono le chiamate ai Vigili del Fuoco da parte dei cittadini che si gettarono in strada per la paura. A Bolzano caddero dei cornicioni e delle palle di marmo. Le società che gestivano le dighe nella zona hanno provveduto ad attivare i sensori. A Parcines la caduta di alcuni massi ha danneggiato un fienile, mentre a San Leonardo in Passiria una grande frana è precipitata su un faggeto, radendolo al suolo.

## Sismicità nell'Alto Adige
Da sottolineare il fatto che la provincia autonoma di Bolzano, così come l'intera zona dolomitica è interessata fin dall'antichità da terremoti molto forti, anche di gradi superiori a quello del 17 luglio 2001, non a caso nella zona vi sono spesso attivazioni di frane causate da terremoti.

## Elenco delle scosse sismiche in Alto Adige nel 2001
| Data              | Ora Locale | Epicentro                | Magnitudo |
| ----------------- | ---------- | ------------------------ | --------- |
| 31 maggio 2001    | 12:09      | Naturno                  | 4,1       |
| 13 giugno 2001    | 23:00      | Scena                    | 3,6       |
| 17 luglio 2001    | 17:06      | tra Merano e Marlengo    | 5,2       |
| 18 luglio 2001    | 17:35      | Lana                     | 3,9       |
| 27 luglio 2001    | 9:05       | Merano                   | 3,7       |
| 28 luglio 2001    | 03:34      | Naturno                  | 3,8       |
| 18 agosto 2001    | 19:00 ca.  | San Leonardo in Passiria | 3,4       |
| 25 settembre 2001 | 10:07      | Sarentino                | 3,5       |